# Tóth Ferenc (birkózó, 1909–1981)
Tóth Ferenc (Szeged, 1909. február 8. – Budapest, 1981. február 26.) olimpiai bronzérmes és kétszeres Európa-bajnok birkózó.